# Zach Churchill
Pour les articles homonymes, voir Churchill.
Zach Churchill, né le 25 mai 1984 à Yarmouth, est un homme politique (néo-écossais) canadien.
Il est chef du Parti libéral de la Nouvelle-Écosse et chef de l'opposition officielle de la Nouvelle-Écosse du 9 juillet 2022 à 2024.
Il est député de Yarmouth (en) à l'Assemblée législative de la Nouvelle-Écosse de 2010 à 2024.
De 2013 à 2021, il exerce plusieurs responsabilités ministérielles dans les gouvernements de Stephen McNeil et de Iain Rankin.

## Biographie

### Carrière politique
Né le 25 mai 1984 à Yarmouth, en Nouvelle-Écosse, Zach Churchill est élu député de la circonscription de Yarmouth (en) à l'Assemblée législative de la Nouvelle-Écosse lors de l'élection partielle du 22 juin 2010 et il est réélu en 2013, en 2017 et en 2021.
Il détient les portefeuilles des Ressources naturelles de 2013 à 2015, des Affaires municipales et de Communications Nouvelle-Écosse de 2015 à 2017, de l’Éducation et du Développement de la petite enfance  de 2017 à 2021, ainsi que de la Santé et du Mieux-être en 2021. Il est responsable de la mise en œuvre du programme de prématernelle de la Nouvelle-Écosse et du programme pilote de prestation de soins virtuels.
Il est élu chef du Parti libéral de la Nouvelle-Écosse le 9 juillet 2022 et devient par le fait même chef de l'opposition officielle de la Nouvelle-Écosse. Aux élections de 2024, son parti subit une défaite historique. Zach Churchill n'est pas réélu et il quitte la direction du parti. 